# Сан Лацаро ди Савена (Лоди)
Сан Лацаро ди Савена је насеље у Италији у округу Лоди, региону Ломбардија.
Према процени из 2011. у насељу је живело 75 становника. Насеље се налази на надморској висини од 66 м.